# Taeniopteryx stankovitchi
Taeniopteryx stankovitchi är en bäcksländeart som beskrevs av Ikonomov 1978. Taeniopteryx stankovitchi ingår i släktet Taeniopteryx och familjen vingbandbäcksländor. Inga underarter finns listade i Catalogue of Life.